# Carmen Mory
Carmen Maria Mory (Berna, 2 de julio de 1906 - Hamburgo, 9 de abril de 1947) fue una espía suiza y kapo nazi en el campo de concentración de Ravensbrück. Fue condenada a muerte en los juicios de Ravensbrück en Hamburgo en 1947.

## Primeros años y carrera
Carmen Castro Mory nació el 2 de julio de 1906 en Berna, Suiza, hija del Dr. Ernest Emil Mory, médico en Adelboden y de Leona Bischoff, de las Filipinas.  Vivió en Inglaterra (1926-1928), Ámsterdam (1928-1930), Múnich (1930-1932) y Berlín (1932-1937).  Comenzó a estudiar canto y música en Múnich en 1928, pero los abandonó en 1932. Tuvo que renunciar a su sueño profesional original de ser cantante después de una amigdalectomía. Hablaba seis idiomas con fluidez y antes de la guerra trabajó como periodista para Ullsteinpresse y el Manchester Guardian (ahora The Guardian) en Berlín.   En 1934 se convirtió en agente encubierta de la Gestapo, bajo la dirección de Bruno Sattler.    En 1937 fue asignada como observadora del editor Emil Oprecht en Zúrich y más tarde ese año, del político Max Braun en París.  También recopiló información sobre la línea Maginot. 

## Arrestos y liberaciones
En noviembre de 1938 fue arrestada en Francia y el 28 de abril de 1940 condenada a muerte. Fue indultada el 6 de junio de 1940,  según algunas fuentes, porque se ofreció a convertirse en agente doble para los franceses.   Poco después, Alemania completó con éxito su invasión de Francia. Mory había perdido la confianza de sus superiores de la Gestapo, fue arrestada por las autoridades alemanas, liberada, arrestada nuevamente en 1941 y enviada al campo de concentración de Ravensbrück, donde se convirtió en jefa de bloque (kapo ).    Trabajó como informante para Ludwig Ramdohr, miembro de la Gestapo del campo de concentración. Era conocida como el “ángel negro de Ravensbrück”. A pesar de su función, estaba previsto que la enviaran a la cámara de gas, pero un amigo de su padre (un médico de Berna) borró su nombre de la lista. 

Carmen Mory (1906-1947), primer juicio de Ravensbrück, 1947: la sentencia

En Ravensbrück adquirió una reputación "monstruosa",  y una fuente la describió como "sadomasoquista, psicópata, sexualmente voraz [y] una de las kapos más notorias del campo".  También tuvo una relación cercana con Anne Spoerry.  

## Vida posterior, arresto y suicidio
Después de la guerra, Mory fue liberada. Logró llegar a Hamburgo y trabajó como intérprete para la Unidad de Seguridad del Ejército Británico, ayudando a identificar y denunciar a los médicos de las SS de Ravensbrück. Se comprometió con el capitán británico Clark.  Más tarde, fue identificada y acusada por antiguas compañeras de prisión de haber participado en selecciones y de haber cometido asesinatos en 60 casos.   Fue arrestada por las autoridades aliadas y sentenciada a muerte en los juicios de Ravensbrück en Hamburgo en 1947. Se suicidó cortándose las venas antes de que pudiera llevarse a cabo la ejecución.    Recibió una importante cobertura negativa en la prensa durante su juicio, habiendo sido descrita como "el monstruo", una " Mata Hari de tercera categoría" y "Bella Donna". 

## Películas
- Der Todesengel aus Adelboden. Cuarta parte de la serie de DOK Kriminalfälle – Wenn Frauen töten. Dirección: Michael Hegglin. Primera emisión: SF 1, 28 de julio de 2008.[23]
- Carmen Mory: Hände weg von diesem Weib. Dirección: Michael Hegglin. SF 1, 2000
- Video del proceso de Ravensbrück. Mory aparece en el minuto 59.
- Video en Youtube (en español)